# Letiště Havlíčkův Brod
Letiště Havlíčkův Brod (ICAO: LKHB) je veřejné vnitrostátní a neveřejné mezinárodní letiště v okrese Havlíčkův Brod v Kraji Vysočina. Leží 2,4 km jihozápadně od centra Havlíčkova Brodu u silnice I/34, mezi vesnicemi a osadami Horní Papšíkov, Dolní Papšíkov a Občiny, v katastrálním území Poděbaby a okrajově též Šmolovy u Havlíčkova Brodu. Má jednu travnatou vzletovou a přistávací dráhu. Provozovatelem letiště je zapsaný spolek Aeroklub Havlíčkův Brod. Působí zde zejména příznivci motorového, bezmotorového a ultralehkého létání, je zde provozováno všeobecné letectví.

## Historie
Ve 30. letech 20. století bylo na hranicích katastrů Poděbaby, Šmolovy a Okrouhličtí Dvořáci vybudováno vojenské letiště. Bylo započato dnem 6. června 1936 výnosem MNO čj. 1728 k umístění bombardovací perutě. Na nedokončené brodské letiště se v říjnu 1938 oficiálně přesunuly těžké bombardéry Aero MB-200 III. perutě (85. a 86. letka) 6. leteckého pluku. V roce 1938 sem byla po reorganizaci vzdušného prostoru přemístěna četnická letecká hlídka se stroji Avia B-534 a Letov Š-328. Plochu letiště využívala i místní skupina Masarykovy letecké ligy. Letiště i s vybavením a letadly bylo zabráno Luftwaffe a dokončeno až v létě 1940. Bylo využíváno k výcviku nových pilotů.

## Provozovatel
Letiště provozuje Aeroklub Havlíčkův Brod – zapsaný spolek, ve kterém působí nejen aktivní i pasivní příznivci leteckých sportů, ale i ostatních sportů. V několika odbornostech zde působí plachtaři, motoráři, ultralajtisté, parašutisté, modeláři, příznivci jak létající tak nelétající. Členy jsou první modeláři i profesionálové, jako jsou dopravní, obchodní či vojenští piloti. Aeroklub Havlíčkův Brod vznikl roku 1935 a je zakládajícím členem Aeroklubu České republiky.
Hlavní náplní spolku je veřejně prospěšná činnost spočívající zejména v provozování sportu a tělovýchovy v oblasti sportovního a rekreačního létání, parašutismu, leteckého modelářství, práci s dětmi a mládeží a v péči o jejich sportovní výchovu, vzdělávání, školení a osvětu.

## Vojenská záchranná služba Havlíčkův Brod
V roce 1992 vzniklo v Havlíčkově Brodě středisko LPZS Kryštof 17 s dvěma vrtulníky Mil Mi-2, k 31. prosinci 1992 ale byla 52. letka velení a průzkumu zrušena. Osm Mi-2 přesídlilo do Prostějova. V Havlíčkově Brodě zůstalo středisko LPZS Kryštof 17 s dvěma Mi-2 jako součást 3. letky 51. vrtulníkového pluku. Nedořešená legislativa propojující funkci LZS, její pravomoce a možnosti ve vztahu k civilnímu sektoru dovedla činnost vojenské LZS v průběhu roku 1993 do situace, která málem kulminovala jejím zrušením. Na přelomu let 1993–1994 došlo k zásadní změně v pojetí a filozofii LZS. Armádní záchranka má zabezpečovat cvičení vojsk, v mírovém životě by pak měla plnit i funkci humanitární. Stanoviště LZS bylo v Havlíčkově Brodě zrušeno a LZS pro okolí Havlíčkova Brodu je zabezpečována z Jihlavy (Kryštof 12).

## Galerie

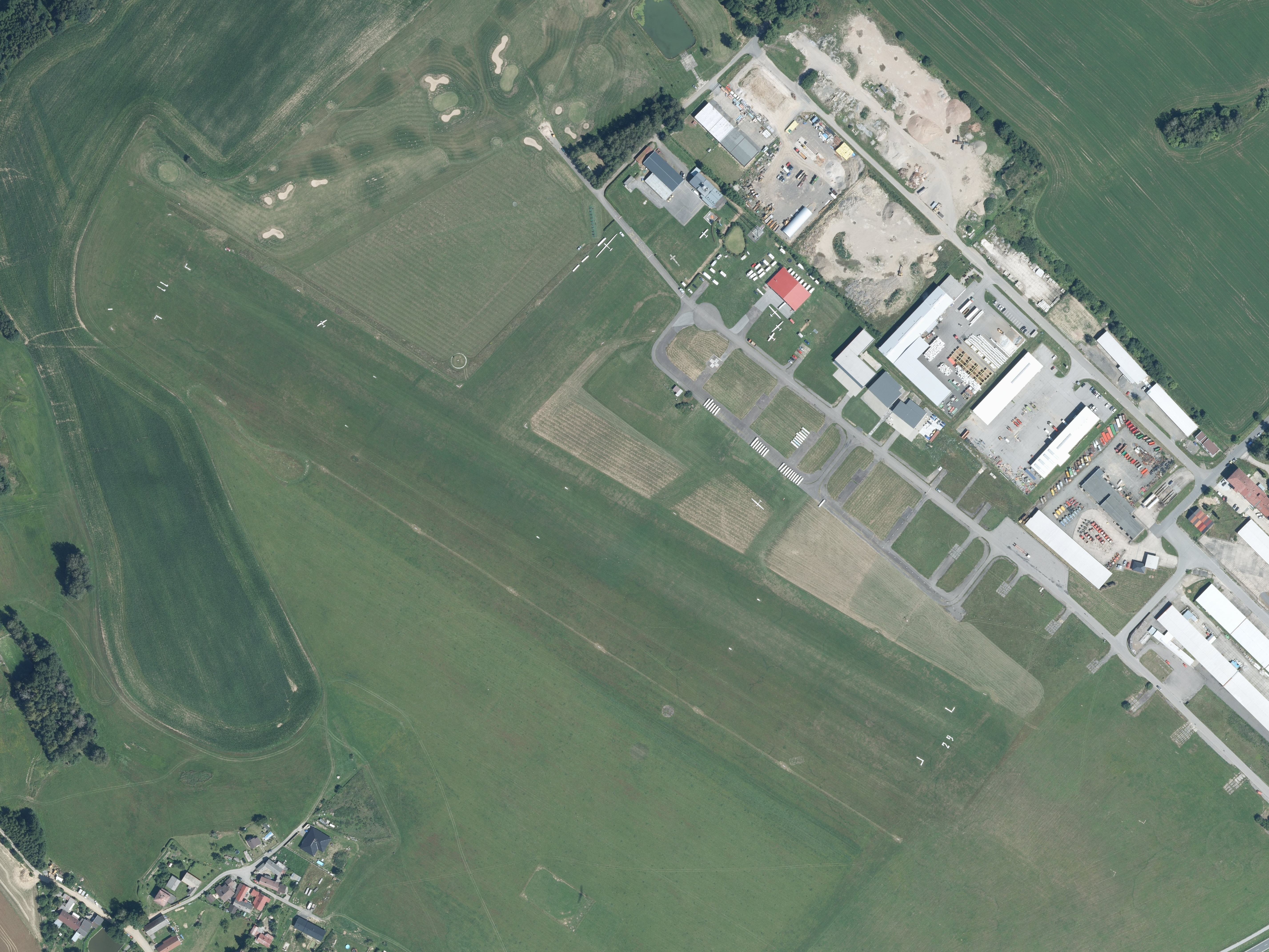
Letecký pohled na letiště Havlíčkův Brod
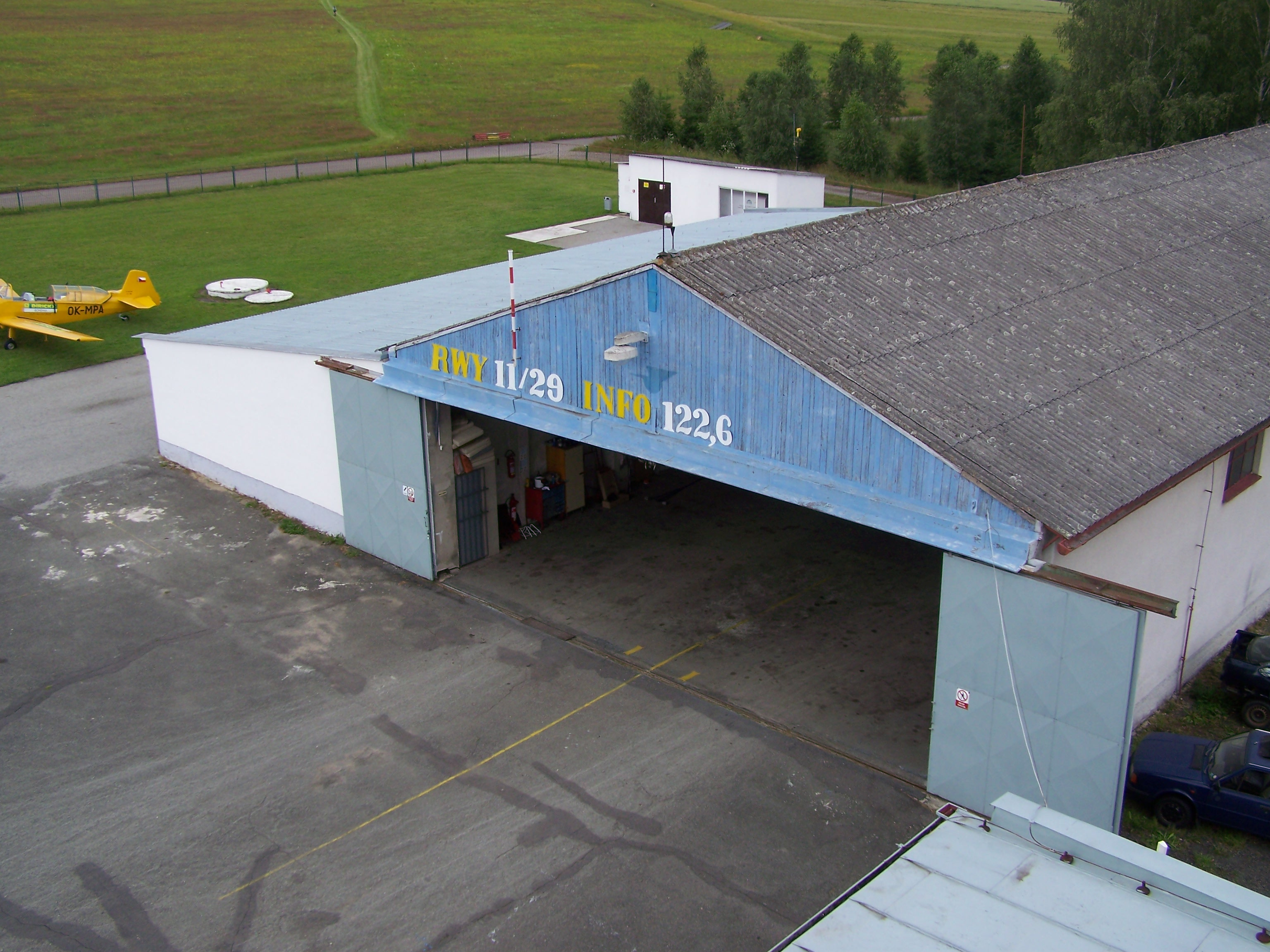
Hangár na letišti
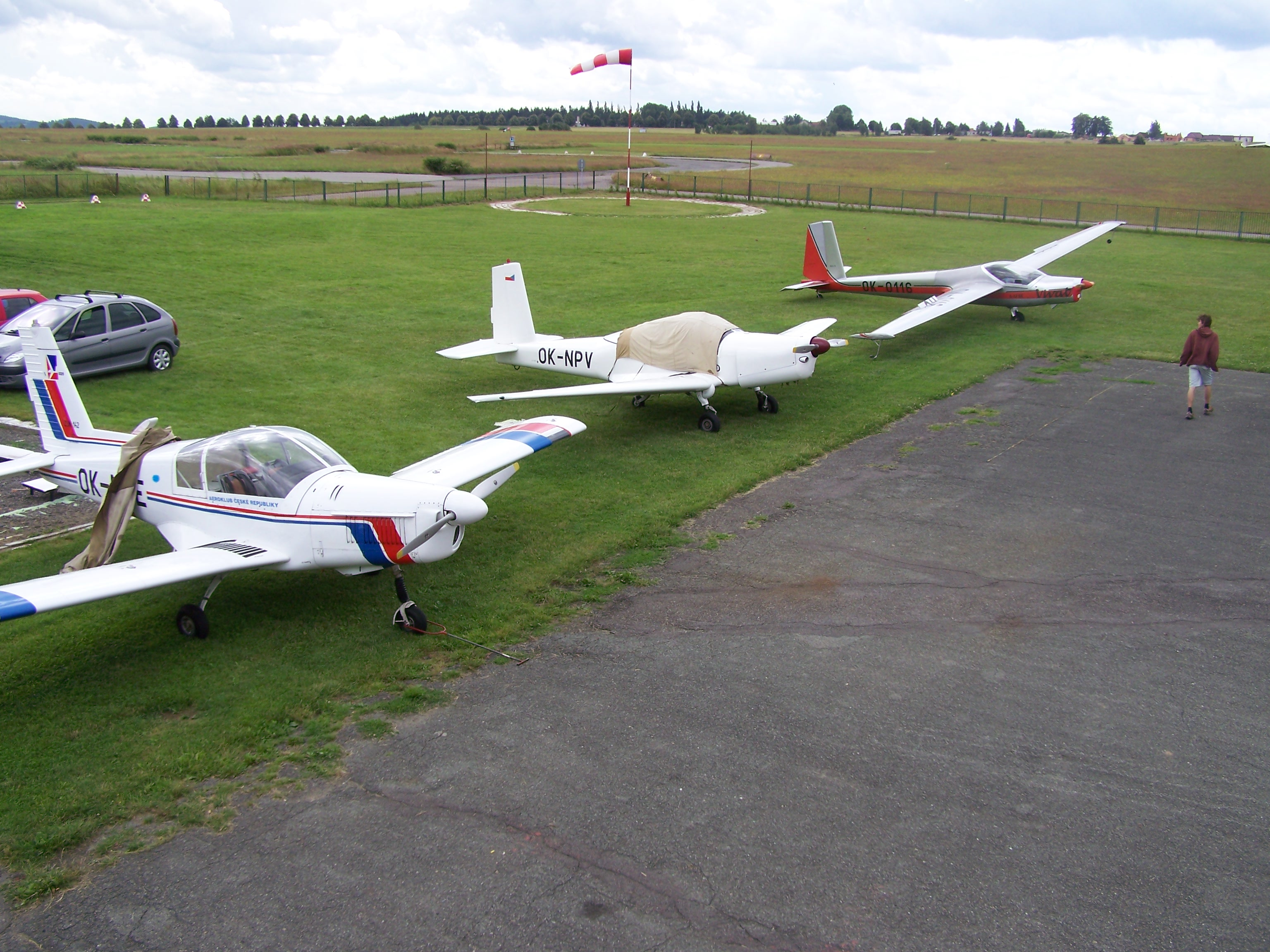
Odstavené letouny na letišti
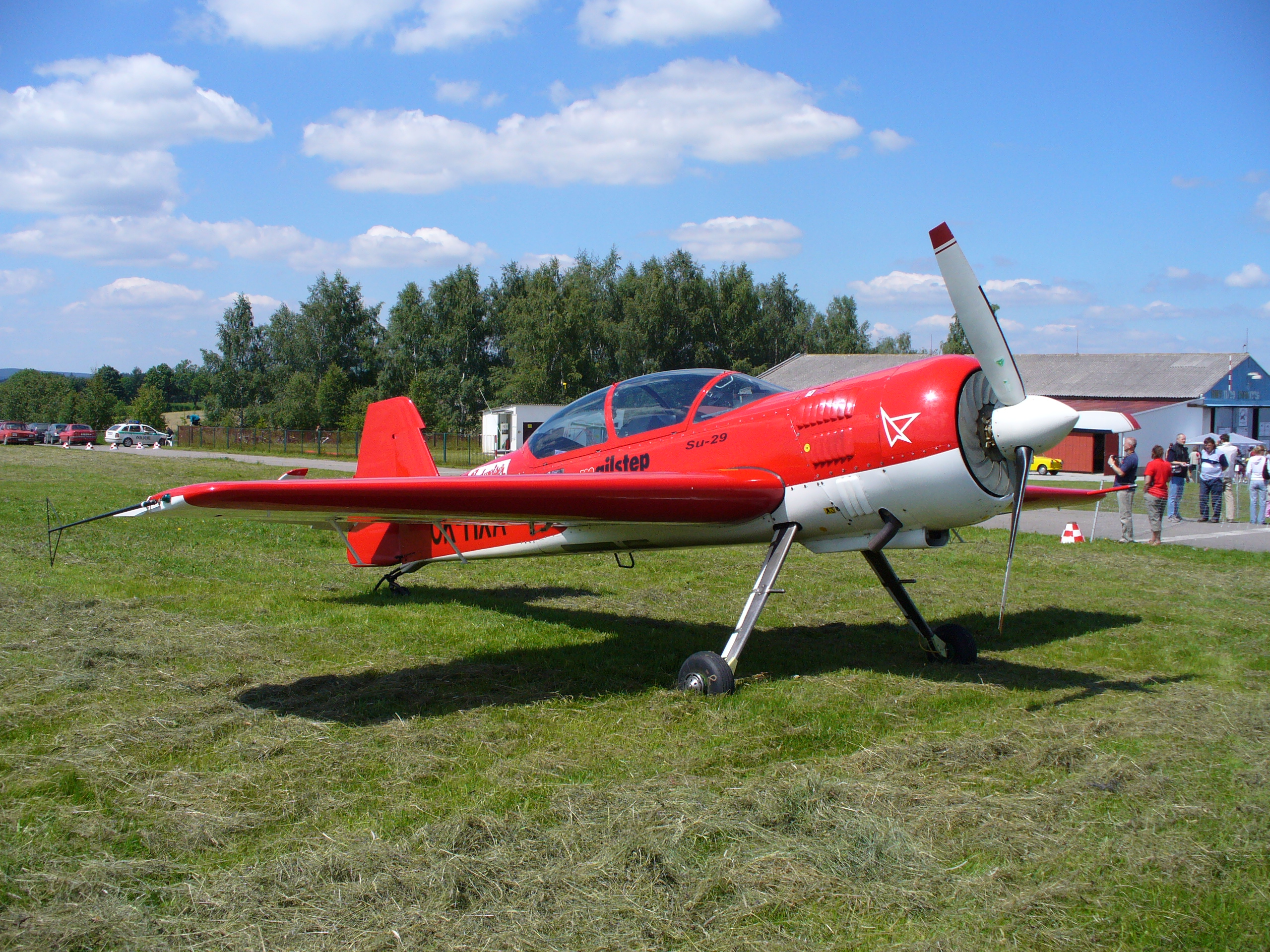
Letecký den na letišti